# چاجاری
چاجاری (به اسپانیایی: Chajarí) یک منطقهٔ مسکونی در آرژانتین است که در بخش فدراسیون واقع شده‌است. چاجاری ۳۲٬۷۳۴ نفر جمعیت دارد و ۳۴ متر بالاتر از سطح دریا واقع شده‌است.